# シフフ人
シフフ人は、アラビア半島東部のムサンダム半島に住んでいる民族である。シッヒーとも呼ばれる。漁業や畜産業を営んでおり、宗教はイスラム教である。オマーンの飛び地ムサンダム特別行政区、アラブ首長国連邦のラアス・アル＝ハイマに分布していて、アラビア語シフフ方言を話している。オマーンには22,000人、アラブ首長国連邦には5,000人いて、総人口27,000人である。起源は、オマーン北部にあるといわれている。ムサンダム半島先端のクムザールには、地形の関係上、陸の孤島となるためシフフ人ではなく、イラン語派のクムザール語を話すクムザール人が住んでいる。